# Niklas Andersen
Niklas Andersen, även känd som Niclas Andersén, född 5 augusti 1992, är en svensk före detta fotbollsspelare (vänsterback). Han representerade under karriären IFK Göteborg, Ljungskile SK och BK Häcken, men är framför allt känd för sina sju säsonger i Gais, varav de två sista som kapten i det Gaislag som på två säsonger gick hela vägen från Ettan södra till Allsvenskan.

## Biografi
Andersen är uppvuxen i Gamlestaden i Göteborg, och började spela fotboll i Götaholms BK när han var sex år gammal. I Götaholm var han en liten, ettrig mittfältare som ofta fick spela mot äldre pojkar. När han var tolv år gick han vidare till IFK Göteborg, där han spelade i åtta år med olika ungdomslag. I IFK skolades han som femtonåring om till vänsterback, vilket är den position han sedan dess främst har spelat på.
Under tiden i IFK spelade han flera ungdomslandskamper i U17 och U19, tillsammans med bland andra Viktor Claesson och John Guidetti. Han värvades 2012 till Ljungskile SK i Superettan, där han fick fullt förtroende av sin tränare och var ordinarie i fyra säsonger innan han 2016 värvades till BK Häcken i Allsvenskan. I Häcken fick han dock knappt någon speltid alls, och gjorde endast en match i Allsvenskan 2016. I december 2016 gjorde han därför klart med Gais i Superettan, där han återförenades med de gamla LSK-lagkamraterna Steven Old och James Sinclair. I Gais blev han direkt ordinarie, och till säsongen 2022, sedan Gais hade ramlat ur Superettan, utsågs han till lagkapten. Han var som sådan med och spelade upp Gais i Superettan igen genom seger i Ettan södra. Efter säsongen 2023, då en skadedrabbad Andersen sällan fanns med i startelvan då Gais slutade tvåa i serien och tog sig upp i Allsvenskan, avslutade han karriären.

## Spelstil
Andersen har beskrivits som "den ultimata lagspelaren" och en perfekt spelare att bygga ett lag runt.